# Angolahoningzuiger
De Angolahoningzuiger (Cinnyris oustaleti; synoniem: Nectarinia oustaleti) is een zangvogel uit de familie Nectariniidae (honingzuigers).

## Verspreiding en leefgebied
Deze soort telt 2 ondersoorten:
- C. o. oustaleti: het westelijke deel van Centraal-Angola.
- C. o. rhodesiae: noordoostelijk Zambia en westelijk Tanzania.